# Centro de origen
Un centro de origen es un área geográfica donde un grupo de organismos, ya sea domesticados o silvestres, desarrolló sus propiedades distintivas por primera vez.  Un centro de origen es también considerado un centro de diversidad. Los centros de origen fueron identificados por primera vez por Nikolai Vavilov.

## Plantas
Conocer el origen de las plantas cultivadas es fundamental para su cultivo.  Esto permite localizar variedades silvestres, especies relacionadas, y nuevos genes (especialmente genes dominantes que pueden proporcionar resistencia a enfermedades). El conocimiento del origen de las plantas de cultivo es importante para evitar la erosión genética, la pérdida de germoplasma causada por pérdida de ecotipos y razas locales, pérdida de hábitat (por ejemplo selvas tropicales) y aumento de la urbanización. Se consigue preservar germoplasmas por medio de bancos de genes (especialmente colecciones de semillas, pero también secciones congeladas de plantas o esquejes) y por preservación de hábitats naturales (especialmente en los centros de origen).

## Centros Vavilov

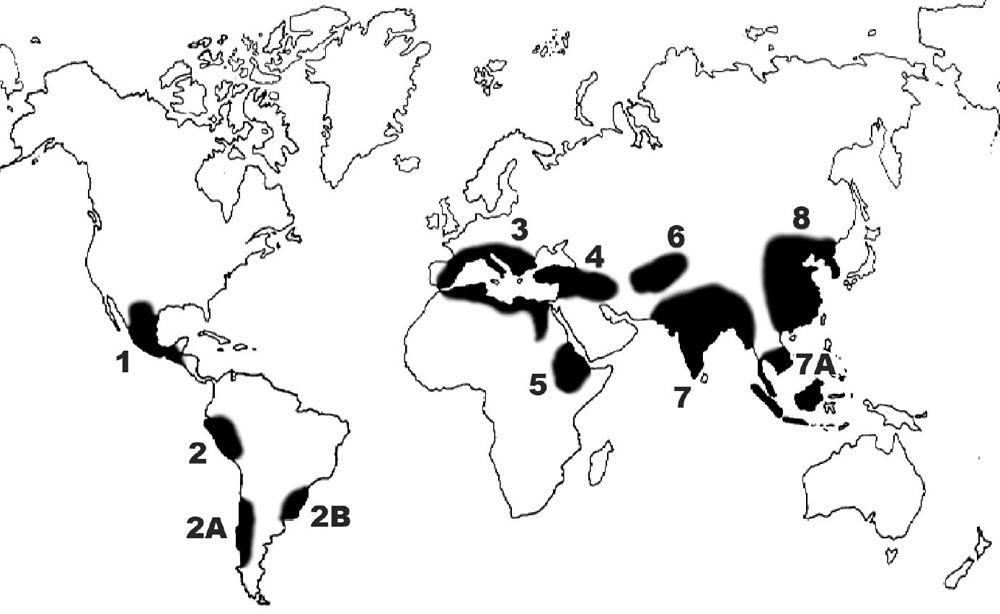
Centros de origen de Vavilov: (1) México-Guatemala, (2) Perú-Ecuador-Bolivia, (2A) Sur de Chile, (2B) Paraguay-Sur de Brasil, (3) Mediterráneo, (4) Medio oriente, (5) Etiopía, (6) Asia central, (7) Indo-Burma, (7A) Siam-Malaya-Java, (8) China y Corea.

Centros de origen de agricultura de la revolución neolítica aproximados y su difusión en la prehistoria como se lo consideraba en 2003: Media Luna Fértil (11,000 AP), delta del río Yangtsé y río Amarillo (9,000 AP) altas tierras de Nueva Guinea (9,000–6,000 AP), México central (5,000–4,000 AP), Norte de Sudamérica (5,000–4,000 AP), África subsahariana (5,000–4,000 AP, local exacto desconocido), Norteamérica este (4,000–3,000 AP).

Un centro de diversidad de Vavilov es una región del mundo indicada por Nikolai Vavilov como un centro original en la domesticación de plantas. Para plantas de cultivo, Vavilov identificó diversos números de centros: tres en 1924, cinco en 1926, seis en 1929, siete en 1931, ocho en 1935 y los redujo a siete otra vez en 1940.
Vavilov consideraba que las plantas no habían sido domesticadas en cualquier lugar del mundo simplemente por azar, sino que la domesticación había comenzado en regiones específicas.
Los centros de Vavilov son regiones  donde se puede encontrar una diversidad alta de los parientes silvestres de las plantas cultivadas, que representan los parientes naturales de tales plantas. Más tarde en 1935 Vavilov dividió los centros en 12, dando la lista siguiente:
1. Centro chino
2. Centro indio
3. Centro indo-malayo
4. Centro asiático
5. Centro persa
6. Centro mediterráneo
7. Centro abisínico
8. Centro de América del Sur
9. Centro de México-Guatemala
10. Centro chileno
11. Centro brasileño-paraguayo
12. Centro norteamericano

## Importancia
En 2016, los investigadores enlazaron los orígenes y las regiones primarias de diversidad ("áreas que típicamente incluyen la ubicación de la domesticación original de cultivos, incluyendo las zonas geográficas primarias de variación de los cultivos generadas desde aquel momento, y que contienen una riqueza relativamente alta de especies de parientes silvestres de las plantas cultivadas") de cultivos alimentarios y agrícolas con su importancia actual alrededor del mundo en suministros alimentarios nacionales modernos y producción agrícola. Los resultados indicaron que los cultivos extranjeros constituían 68.7% de suministros alimentarios nacionales como término medio global. Su uso ha aumentado mucho en los últimos cincuenta años.